# Canini (tribù)
Canini Fischer von Waldheim, 1817 (detti veri cani) sono una tribù dei Canini comprendente i canidi lupini (lupi, sciacalli, ecc.) e i cerdocionini (canidi sudamericani come il maikong, il crisocione e lo speoto).
La tribù ebbe origine durante l'era Clarendoniana, circa 9 milioni di anni fa. Tutte le specie condividono le seguenti sinapomorfie: seni frontali ingranditi (spesso accompagnati dalla perdita della depressione sulla superficie dorsale del processo postorbitale), un processo paroccipitale posteriormente allargato, un processo mastoide ingrandito, e la mancanza di una proiezione laterale sul margine orbitale dell'osso zigomatico.